# Walter Heinrich (Ökonom)
Walter Adolf Franz Heinrich (* 11. Juli 1902 in Haida, Nordböhmen; † 25. Januar 1984 in Graz) war ein sudetendeutscher Nationalökonom, Soziologe und Politiker mit zunächst österreichisch-ungarischer bzw. tschechoslowakischer und schließlich österreichischer Staatsbürgerschaft. Er war einer der intellektuellen Führer der österreichischen Heimwehr und der politischen Bewegung der Sudetendeutschen. Als enger Vertrauter Othmar Spanns sah er sich und die von ihm vertretenen Thesen einer universalistischen bzw. ganzheitlichen Volkswirtschaftslehre in dessen direkter Nachfolge.

## Leben und Werk

### Studium
Heinrich engagierte sich bereits früh in führender Position in der Sudetendeutschen Jungenschaft. Er legte 1921 die Matura ab und machte die Bekanntschaft Othmar Spanns, dessen Werk Vom Wesen des Volkstums – Was ist deutsch? ihn entscheidend prägte. Bis 1925 absolvierte Heinrich ein Studium der Staatswissenschaften an der Deutschen Universität Prag. Anschließend setzte er sein Studium in Wien fort, wo er 1925 zum Dr. rer. pol. promovierte. Zwischen 1926 und 1933 arbeitete er als Wissenschaftliche Hilfskraft am Institut für politische Ökonomie und Gesellschaftslehre der Universität Wien bei Othmar Spann, zu dessen engsten Vertrauten er inzwischen gehörte. In Wien amtierte er mehrere Jahre lang als Gildenmeister der sudetendeutsch geprägten akademischen Gilde Freischar Wien. Durch seine Gildenmitgliedschaft verfügte er schon seit seiner Jugendzeit über Kontakte zur ‚reichsdeutschen‘ rechtsextremen Szene.
Nach der Habilitation für Volkswirtschaftslehre 1928 wurde Heinrich Privatdozent und 1933 außerordentlicher Professor für Volkswirtschaftslehre an der Wiener Hochschule für Welthandel.
Er trat zum 1. Mai 1933 der NSDAP bei (Mitgliedsnummer 2.827.850), später wurde er aus der Partei ausgestoßen.

### Theoretiker des Ständestaats
Heinrich pflegte wie auch Hans Riehl, ein anderer Spann-Schüler, seit Ende der 1920er Jahre enge Verbindungen zur österreichischen Heimwehr. 1929/30 fungierte er als Generalsekretär der „Bundesführung der Heimwehr“ und verfasste den „Korneuburger Eid“ vom 18. Mai 1930, der zum Sturz des demokratischen Parteienstaats aufrief. Anschließend engagierte er sich verstärkt im Sudetenland, wo eine sudetendeutsche Spann-Gruppe entstand. Er war auch eine der treibenden Kräfte der Gründung des „Instituts für Ständewesen“ in Düsseldorf 1934, wo er bis zu dessen Auflösung 1936 als Dozent lehrte.

### Ideologe des „sudetendeutschen Stammeskörpers“
Bereits 1925/26 hatte Heinrich gemeinsam mit Heinrich Rutha die „Älterengemeinschaft“ der Sudetendeutschen Jungenschaft gegründet, den sogenannten „Kameradschaftsbund“, dem sich auch Konrad Henlein anschloss. Diese informelle Vereinigung von kaum mehr als etwa 200 jungen sudetendeutschen Intellektuellen verschrieb sich unter Heinrichs Einfluss der Erneuerung des sudetendeutschen Volkslebens auf der Grundlage der Ganzheitslehre Spanns im Sinne eines ständisch gegliederten und autoritär geführten „sudetendeutschen Stammeskörpers“.

„Dieser Staat ist gegenüber der anonymen Führung des Parteiensystems, ein Staat mit persönlicher Führung, mit klarer autoritativer Spitze. Es wird ein starker Staat sein […] Die Aufgabe des Volkes (der Gefolgschaft) ist bestimmt durch seine Mitarbeit in den organisierten Gruppen der Wirtschaft, der Kultur usw. (in den ständischen Gebilden) und beschränkt sich im Übrigen lediglich auf Vertrauensgabe oder Vertrauensentzug, wobei die obersten Spitzen davon frei bleiben müssen.“

Der Kameradschaftsbund wirkte federführend bei der Gründung der Sudetendeutschen Heimatfront, der späteren Sudetendeutschen Partei. Ernst von Salomon beschrieb als Augenzeuge die Gründungsversammlung in Leitmeritz im Oktober 1933:

„Dann stand der Hauptredner der Tagung auf, der Spitzenreferent, Walter Heinrich, der Petrus unter den Aposteln des Meisters Spann, sein engster Mitarbeiter, Freund und Vertrauter, blaß, mager, fanatisch, ungeheuer gelehrt und von einer wilden und tödlichen Intellektualität. […] Die Sudetendeutschen aber und die deutschen Mähren, sie saßen aufrecht da und starrten auf Walter Heinrich und es war totenstill im Saal. Ich fragte mich, was es sein möchte, was diese Männer, diese guten Männer mit den guten, erwartungsvollen, aufmerksamen und bereiten Gesichtern so bewegte, daß sie so stillhielten, ich hatte noch … nicht genug Erfahrung, um zu wissen, daß es die trockene Prophetie sein mußte, die ihnen hier geboten wurde unter der trockenen Kruste der Wissenschaft, die Heilslehre, die da kam wie ein Regen in der Wüste, wie ein Regen, nach welchem der Boden lechtzte. Als Heinrich zu Ende war mit seiner Rede, der strohigsten Rede, die ich je im Seminar gehört, standen die Sudetendeutschen auf und sangen.“

Insofern Spanns Volkstumslehre „übervölkisch“ orientiert war, also „Volk“ und „Rasse“ dabei nicht den höchsten Wert und Zielpunkt darstellten, und der Kameradschaftsbund außerdem den Anschluss des Sudetenlandes an das Deutsche Reich ablehnte und stattdessen eine föderalistische Neuordnung der Tschechoslowakei anstrebte, war sie mit dem Nationalsozialismus nicht vereinbar. Von nationalsozialistischer Seite wurde dem Kameradschaftsbund vorgeworfen, die Abspaltung der Sudetendeutschen vom deutschen Volk und dabei so etwas wie eine „Verschweizerung“ zu betreiben.

### Nationalsozialistische Gleichschaltung
Wie auch Spann fiel Heinrich als ein exponierter Theoretiker des Ständestaats nach dem Anschluss Österreichs 1938 der nationalsozialistischen Gleichschaltung zum Opfer. Er wurde an der Hochschule für Welthandel entlassen und seine Venia Legendi widerrufen. Bereits im Mai 1936 hatte Himmlers Nachrichtendienst, der Sicherheitsdienst des Reichsführers SS, eine Denkschrift mit dem Titel „Der Spannkreis, Gefahren und Auswirkungen“ verfasst, worin dem Spannkreis vorgeworfen wurde, „das Sudetendeutschtum im Sinne eines römischen Universalismus beeinflußt und dem nationalsozialistischen Deutschland entfremdet“ zu haben.
Anfang 1940 wurde eine Säuberung der Sudetendeutschen Partei vorgenommen. Unter anderem Heinrichs Assistent Walter Brand wurde im Verlauf von Strafprozessen in Dresden und Böhmisch Leuba wegen homosexueller Vergehen verurteilt und in das Konzentrationslager Sachsenhausen verbracht, während die SS-Zeitschrift Das Schwarze Korps Spann, Heinrich und dem Kameradschaftsbund vorwarf, die „Existenz eines eigenen ‚sudetendeutschen Stammes‘ proklamiert“ zu haben. Heinrich wurde für 18 Monate in Schutzhaft genommen und in Dresden bzw. im Konzentrationslager Dachau inhaftiert. Nach seiner Entlassung 1941 wechselte er anschließend in die Privatwirtschaft und arbeitete bis 1945 als leitender Vorstandssekretär und Prokurist des Wiener Industriekonzerns Stölzle Glasindustrie A.G. und der „Glashüttenwerke vorm. J. Schreibers Hessen A.G.“ in Wien.

### Nachkriegskarriere
Nach dem Ende des Zweiten Weltkriegs wurde Heinrich wieder Privatdozent bzw. Dozent für Volkswirtschaftslehre an der Universität Wien und an der Hochschule für Welthandel. 1948 erhielt er eine außerordentliche Professor und wurde 1949 zum ordentlichen Professor berufen. Er begründete 1951 das „Institut für Gewerbeforschung“, dem er ebenso vorstand wie dem „Institut für Integrationsfragen und Wirtschaftspolitik“ an der Hochschule für Welthandel. 1972 wurde Heinrich emeritiert.
Heinrich gehörte zu den Mitbegründern der „Österreichischen Volkswirtschaftlichen Gesellschaft“ und der „Gesellschaft für Ganzheitsforschung“. Seit 1962 war er Korrespondierendes Mitglied der Österreichischen Akademie der Wissenschaften (philosophisch-historische Klasse).
Walter Heinrich war von 1951 bis zu seiner Deckung 1968 Mitglied der Freimaurerloge Zukunft.

### Vorrang- und Leistungslehre
Heinrich profilierte sich als Gegner der Mathematisierung der theoretischen Volkswirtschaftslehre (Makroökonomie). Er erweiterte den ganzheitlichen Ansatz Spanns um die sogenannte „Vorrang- und Leistungslehre“. Die von ihm genannten 10 Hauptleistungen stehen demnach nicht gleichrangig nebeneinander in Relation zum übergeordneten Ganzen; sie sind nach ihrer volkswirtschaftlichen Bedeutung, und abgewandelt auch betriebswirtschaftlich, jeweils eindeutig rangmäßig zu klassifizieren. Organisierende und Ausbildungsleistungen rangieren vor Verkehr und nachgeordnet vor Produktion, Schadensverhütung vor Versicherung.

## Schriften
- Führung und Führer in der Gesellschaft. Zur psychologischen und soziologischen Theorie der Führung. Staatswiss. Diss., Universität Wien 1925 (Maschinschrift).
- Grundlagen einer universalistischen Krisenlehre. Mit 3 Abbildungen im Text. G. Fischer, Jena 1928 (= Deutsche Beiträge zur Wirtschafts- und Gesellschaftslehre. Herausgegeben von Othmar Spann und Georg von Below. 5.), XII, 364 S.
- Die Staats- und Wirtschaftsverfassung des Faschismus. (Dieses Heft ist ein Sonderabdruck aus: Nationalwirtschaft. Blätter für organischen Wirtschaftsaufbau (Hefte 3 bis 6, Jahrgang 1929). Schriftleitung: [Wilhelm] Longert.) Verlag für Nationalwirtschaft und Werksgemeinschaft, Berlin 1929, 84 S.
- Der Faschismus. Staat und Wirtschaft im neuen Italien. 2. neubearbeitete Auflage mit dem italienischen und deutschen Text der Carta del Lavoro. Bruckmann, München 1932, VIII, 196 S. Neuauflage.
- als Reinald Dassel: Gegen Parteienstaat, für Ständestaat. 1. bis 5. Tausend. Verlag des Steirischen Heimatschutzverbandes, Wien-Graz-Klagenfurt 1929, 42 S.
- Grundsätzliche Gedanken über Staat und Wirtschaft. Ein programmatischer Vortrag über die geistigen Grundlagen der Heimatwehrbewegung im Auftrage der Bundesführung der österreichischen Selbstschutzverbände gehalten. (Für den Inhalt verantwortl[ich]: Richard Steidle, Innsbruck, Walter Pfrimer, Judenburg.) Bundesführung der österreichischen Selbstschutzverbände, Innsbruck-Judenburg [1929], 47 S.
- Zentralistischer oder organischer Staat? Anstalt für sudetendeutsche Heimatforschung der Deutschen Wissenschaftlichen Gesellschaft in Reichenberg. [Verlag der literarischen Adalbert-Stifter-Gesellschaft in Eger 1930], 16 S. Separatabdruck aus: Sudetendeutsches Jahrbuch, (Eger), 5/1929.
- Staat und Wirtschaft. Ein programmatischer Vortrag. Erneuerungs-Verlag, Berlin-Wien 1931 (= Bücherei des Ständestaates. Herausgegeben von W[ilhelm] Longert. 4.), 52 S.
- Das Ständewesen, mit besonderer Berücksichtigung der Selbstverwaltung der Wirtschaft. G. Fischer, Jena 1932 [recte 1931], XII, 306 S.
- Die soziale Frage. Ihre Entstehung in der individualistischen und ihre Lösung in der ständischen Ordnung. G. Fischer, Jena 1934, VIII, 204 S.
- Die doppelte Marktwirtschaft. Die Überwindung des schwarzen Marktes. Kritik und Antikritik. Schmeidel, Wien 1947 (= Die aktuelle Reihe. 1.), 23 S.
- Wirtschaftspolitik. Erster Band: Abriß der Lehrgeschichte der Wirtschaftspolitik, Grundlegung der Wirtschaftspolitik. Die Schlüsselbegriffe der Wirtschaftspolitik. Wirtschaftsgrundlagenpolitik. Die Beeinflussung der Wirtschaftsziele im Dienste der Wirtschaftspolitik. Wirtschaftspolitik in den Leistungsbereichen. Preispolitik. Verlag A. Sexl, Wien 1948 (= Grundrisse der Sozialwissenschaften. 3.), XVIII, 560 S.
- (Herausgeber): Die Ganzheit in der Philosophie und Wissenschaft. Othmar Spann zum 70. Geburtstag. Braumüller, Wien 1950, XII, 362 S.
- Wirtschaftspolitik. Zweiter Band, 1. Halbband: Weltwirtschaftspolitik, Großraumwirtschaftspolitik, Volkswirtschaftspolitik. Verlag A. Sexl, Wien 1952 (= Grundrisse der Sozialwissenschaften. 3.), XVI, 304 S.
- Die gesellschaftlichen Funktionen des Gewerbes. Schweizerischer Gewerbeverband, Bern 1953, 50 S.
- Wirtschaftspolitik. Zweiter Band, 2. Halbband: Gebietswirtschaftspolitik, Verbandswirtschaftspolitik, Betriebswirtschaftspolitik, Haushaltswirtschaftspolitik. Verlag A. Sexl, Wien 1954 (= Grundrisse der Sozialwissenschaften. 3.), XVI, 344 S.
- Stellung und Führungsaufgaben des Unternehmers in der modernen Gesellschaft. Gesellschaft zur Förderung der Schweizerischen Wirtschaft, Schaffhausen 1954 (= Schriftenreihe der Vereinigung für freies Unternehmertum. 2.), 32 S.
- (Herausgeber): Mitteilungsblatt der Gesellschaft für Ganzheitsforschung [seit dem 3. Jg. (1959) neuer Titel:] Zeitschrift für Ganzheitsforschung. Philosophie, Gesellschaft, Wirtschaft. Neue Folge (Wien), 1.–17. Jg. (1957–1973).
- Wirtschaft und Persönlichkeit. Die Führungsaufgaben des Unternehmers und seiner Mitarbeiter in der freien Welt. O. Müller, Salzburg [1957] (= Reihe „Wort und Antwort“. 16.), 216 S.
- Verklärung und Erlösung im Vedânta, bei Meister Eckhart und bei [Friedrich Wilhelm Joseph] Schelling. Ein Beitrag zur Lehre von den Letzten Dingen und von der Versenkung. 1. Verklärung und Erlösung im Vedânta. 2. Verklärung und Erlösung bei Meister Eckhart. 3. Verklärung und Erlösung bei [Friedrich Wilhelm Joseph] Schelling. Manz, München [1961] (= Stifterbibliothek. Sonderband.), 110, 90, 112 S.
- Probleme des Klein- und Mittelbetriebes in Handwerk und Gewerbe. Münster-Westfalen: [Handwerkswissenschaftliches Institut] 1962 (= Forschungsberichte aus dem Handwerk, herausgegeben vom Handwerkswissenschaftlichen Institut Münster-Westfalen. 6.), 207 S.
- Die Umschichtungen der Industriegesellschaft. Wohin steuert die moderne Welt? [Tilburg: o. V.] 1962.
- (Mitherausgeber): Othmar Spann. Gesamtausgabe. Herausgeber Walter Heinrich, Hans Riehl, [seit 1969: Ulrich Schöndorfer,] Raphael Spann, Ferdinand A[lois] Westphalen. 21 Bände. Akademische Druck- und Verlagsanstalt, Graz 1963–1979.
- (Herausgeber): Beiträge zur ganzheitlichen Wirtschafts- und Gesellschaftslehre. Duncker & Humblot, Berlin 1966–1970, 6 Bände.
- Der Werkfernverkehr in einer Gesamtverkehrsordnung. Analyse und Vorschläge. (Ausgearbeitet im Auftrag des Bundesministeriums für Verkehr von Walter Heinrich). Sachbearbeiter und wissenschaftliche Mitarbeiter: Erwin Fröhlich [u. a.]. Eigenverlag des Bundesministeriums für Verkehr, Wien 1971, 87 S.
- Die Ganzheit von Wirtschaft, Staat und Gesellschaft. Ausgewählte Schriften von Walter Heinrich aus Anlaß seines 75. Geburtstages herausgegeben von J[ohann] Hanns Pichler. Duncker & Humblot, Berlin 1977, 669 S. Festschrift
- Prisma des Geistes. Besprechungsaufsätze und ausgewählte Einzelrezensionen über sechs Jahrzehnte. Eine Festgabe aus Anlaß seines 80. Geburtstages, aufbereitet und herausgebracht von J[ohann] Hanns Pichler. Akademische Druck- und Verlagsanstalt, Graz 1982, XV, 330 S. Festschrift.

## Ehrungen
- Ehrendoktor der Wirtschaftsuniversität Wien[11]